# Nizka
Nizka este o localitate din comuna Rečica ob Savinji, Slovenia, cu o populație de 163 de locuitori.